# Inglewood – Live in California
Live in Inglewood — живий альбом англійської групи Deep Purple, який вийшов у 2002 році.

## Композиції
1. Hush - 4:44
2. Kentucky Woman - 5:01
3. Mandrake Root - 10:10
4. Help - 6:19
5. Wring That Neck - 6:40
6. River Deep, Mountain High - 9:44
7. Hey Joe - 7:57

## Склад
- Род Еванс — вокал
- Рітчі Блекмор — гітара
- Джон Лорд — клавішні
- Нік Сімпер — бас-гітара
- Іан Пейс — ударні